# Zerstörung Löwens im Ersten Weltkrieg

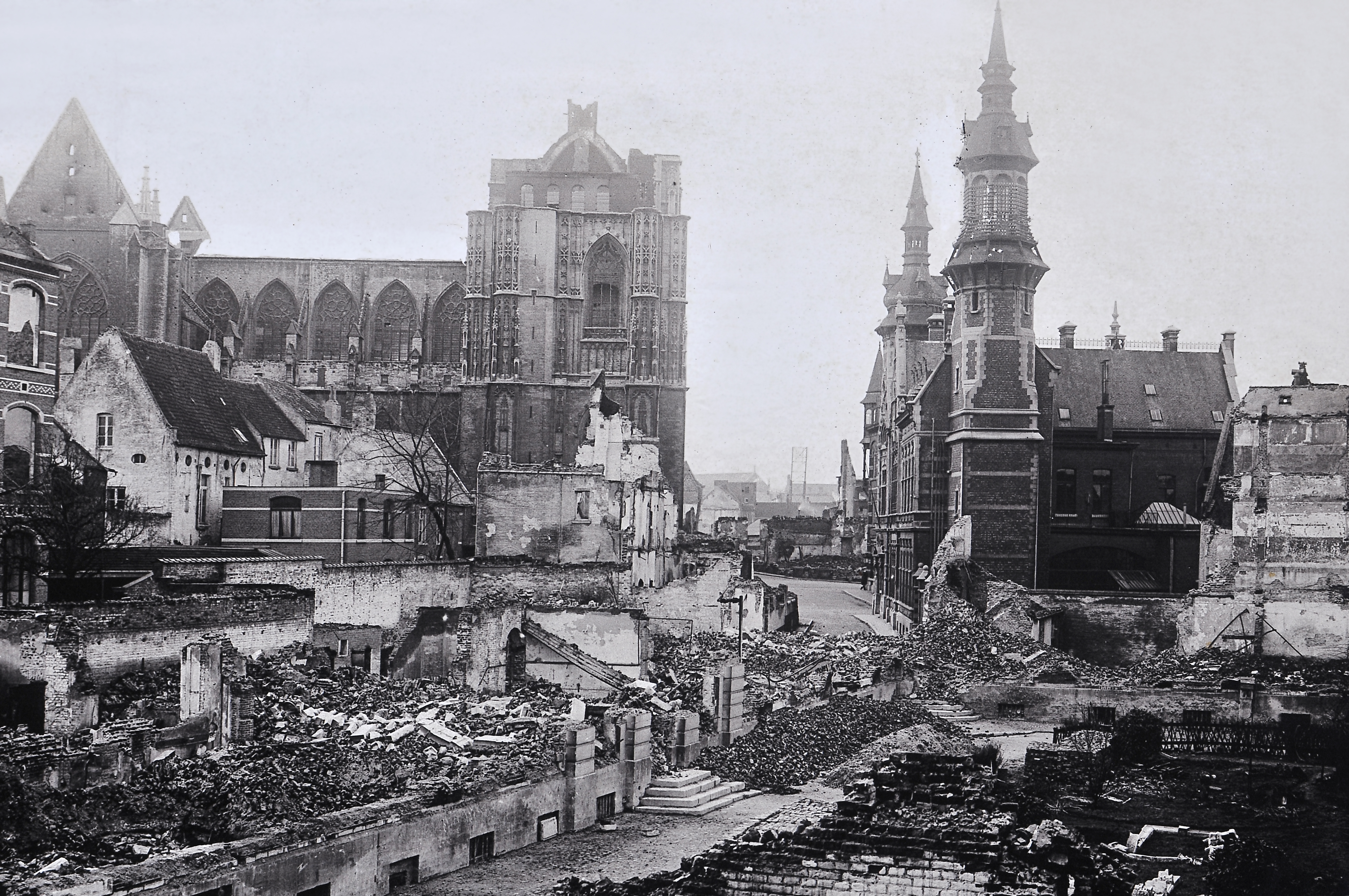
Die zerstörte Stadt (1915)

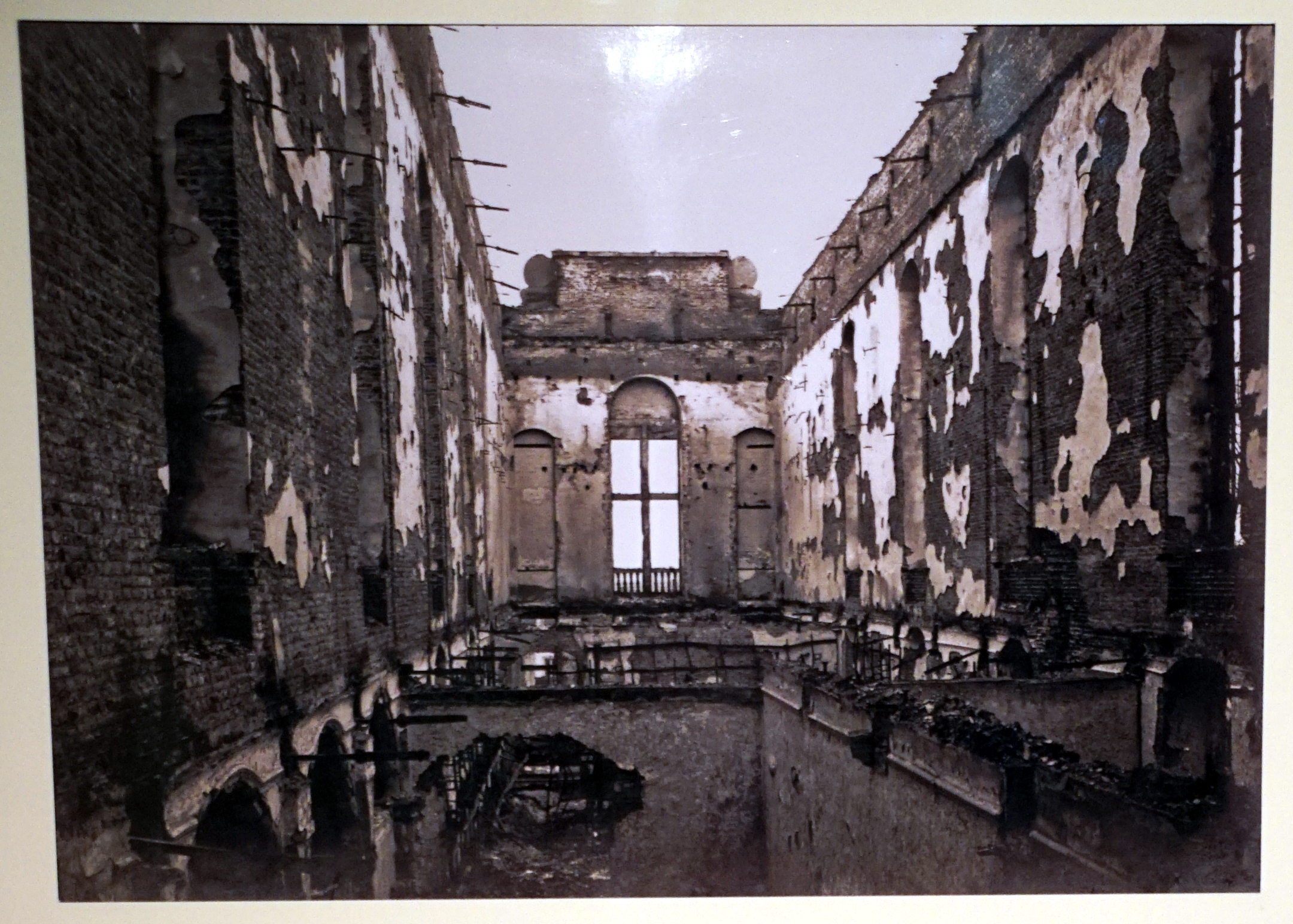
Die zerstörte Universitätsbibliothek (1915)

Die Zerstörung Löwens im Ersten Weltkrieg durch deutsche Truppen dauerte vom 25. bis 28. August 1914. Sie ereignete sich nach damaligen deutschen Angaben in Folge der Bekämpfung von belgischen Heckenschützen. Rund ein Sechstel aller Gebäude wurden zerstört, darunter die Universitätsbibliothek Löwen mit ihrem großen und unersetzlichen Buch- und Handschriftenbestand. 248 Zivilisten wurden getötet.

## Vorgeschichte
Die deutschen Truppen marschierten am 19. August 1914 in der Stadt Löwen ein, aus der alle Soldaten der belgischen Armee am Morgen abgezogen waren. Die belgischen Behörden hatten die Zivilbevölkerung zuvor ausdrücklich davor gewarnt, gegen die Deutschen zu protestieren oder auf die Invasoren zu schießen. Zivilisten mussten Waffen abgeben. Die Garde Civique war aufgelöst und ihre Waffen nach Antwerpen verbracht worden.
Nach der Besetzung der Stadt warnten die Deutschen die Bevölkerung: Wer mit einer Waffe angetroffen werde, müsse mit seiner sofortigen Erschießung rechnen. Die Deutschen sorgten durch tägliche Geiselnahmen dafür, dass die Bewohner der Stadt sich ruhig verhielten. In der Zeit vom 19. bis zum 22. August diente Löwen als Hauptquartier der 1. Armee. Immer weitere deutsche Truppenkontingente wurden herangeführt, so dass sich schließlich rund 15.000 deutsche Soldaten in Löwen befanden.

## Zerstörung Löwens
Am 25. August 1914 befand sich die Hauptmasse der deutschen 1. Armee entsprechend dem Schlieffen-Plan bereits 70 bis 80 Kilometer weiter westlich. Die nördliche Flanke war nur schwach besetzt, was die noch weitgehend intakte belgische Armee zu einem vom 45 Kilometer entfernten Antwerpen ausgehenden Angriff nutzte. Die Belgier erreichten das nur 8 Kilometer vor Löwen liegende Tildonk, deutsche Truppen fluteten zurück nach Löwen. Gleichzeitig erreichte die 17. Reserve-Division Löwen zum Durchmarsch an die westliche Front, was weiter zur unübersichtlichen Situation in der Stadt beitrug.
Nach deutschen Angaben wurden ca. 40 deutsche Soldaten aus Hinterhalten erschossen und 190 verletzt. Die deutschen Soldaten drangen darauf in die Häuser ein, töteten Zivilisten und steckten Gebäude in Brand. Diese Handlungen dauerten einige Tage an, bis am 29. August die Bevölkerung Löwen verlassen musste und die ganze Stadt in Brand gesteckt wurde. Große Teile des Stadtkerns wurden vollständig zerstört. Insgesamt brannten 1081 Häuser nieder und 248 Bürger starben in den Flammen oder wurden füsiliert. Weitere 1500 Bürger, darunter Frauen und Kinder, wurden in einem Lager bei Munster bis 1915 interniert. Beschädigt wurde auch die Kirche Sint Pieter.
Nachdem die deutschen Truppen an zahlreichen Stellen der Stadt Feuer gelegt hatten, legten sie am 25. August um halb zwölf auch Feuer im Keller der Universitätsbibliothek. Das Gebäude brannte in der Nacht vom 25. auf den 26. August nieder. Dabei gingen 1000 mittelalterliche Handschriften, 800 Inkunabeln und 300.000 Bücher verloren. Nur das gotische Rathaus von Löwen blieb verschont, es diente als Hauptquartier und Unterkunft für deutsche Offiziere.

## Ursachen und Folgen
Für die massiven Ausschreitungen gilt die Angst vor Francs-tireurs als eine wichtige Ursache. Bereits in den ersten Kriegswochen hatten diese Ängste zu Panikreaktionen geführt, sobald deutsche Truppen unter überraschenden Beschuss, häufig unter Eigenbeschuss gerieten. Auf vermeintliche Freischärlerangriffe reagierten die deutschen Truppen jeweils mit massiven Vergeltungsmaßnahmen.
Es galt über Jahrzehnte als wenig wahrscheinlich, dass Freischärler-Aktivitäten die Zerstörung Löwens auslösten. Als wesentlich wichtiger galten die Ängste hinsichtlich der Franktireurs und die Sorgen, die durch einen unmittelbar bevorstehenden belgischen Gegenangriff auf die deutsche Flanke nahe Löwens ausgelöst wurden. In den 2010er Jahren bewertete der Historiker Ulrich Keller die unter anderem 1915 in einem deutschen Weißbuch zusammengetragenen Zeugenaussagen deutscher Soldaten (und weitere archivierte Zeugenaussagen), die von einem Überfall belgischer Franktireurs auf die Besatzungstruppen sprachen, neu und hielt einen solchen Überfall für glaubwürdig belegt. Die Antwort der deutschen Besatzungstruppen war zwar nach Keller exzessiv, aber provoziert. Ein versehentlicher Beschuss durch eigene Einheiten käme nach Keller auch deshalb nicht in Frage, da neu aus Deutschland angekommene Truppen im Südosten der Stadt beschossen wurden, die nicht aus Richtung der Front kamen.
Die Zerstörung Löwens und die massenhafte Erschießung von Zivilisten gelten als eines der schlimmsten deutschen Kriegsverbrechen des Ersten Weltkriegs. Auch wenn beim Massaker von Dinant mehr Menschen getötet wurden, löste der Fall Löwen als „Kulturgreuel“ im Ausland ein großes Echo aus. Die britische Boulevardzeitung Daily Mail schrieb vom „Holocaust of Louvain“. The Times schrieb, es sei A Ruthless Holocaust gewesen. Für die Franzosen bestätigte Löwen die Vorstellung der Deutschen als neue Hunnen. Für die deutsche Besetzung Belgiens wurde der Begriff „Rape of Belgium“ (Schändung von Belgien) geläufig. Auch in Staaten, die nicht im Krieg mit Deutschland waren, trug die Zerstörung Löwens dazu bei, dass sich die öffentliche Meinung gegen Deutschland wandte. Darauf reagierten in Deutschland Intellektuelle mit dem Manifest der 93, in dem sie die Vorkommnisse zu rechtfertigen versuchten. Im Friedensvertrag von Versailles (Artikel 247) wurde Deutschland verpflichtet, die vernichteten Bestände der Bibliothek zu ersetzen, was es auch tat.
Man hielt aber mehrheitlich weiterhin an der These eines Überfalls von Freischärlern fest. Das Eingestehen deutscher Schuld hätte nach offizieller Ansicht einer gewünschten Revision des Versailler Vertrages zusätzlich im Weg gestanden.
Die Neueröffnung der Löwener Universitätsbibliothek 1928 gelang insbesondere mit amerikanischen Geldern. Der amerikanische Architekt Warren wollte ursprünglich die Inschrift Furore teutonico diruta, dono americano restituta (Durch deutsches Wüten zerstört, mit amerikanischer Hilfe wieder aufgebaut) anbringen, der Rektor der Universität entschied sich aber mit Rücksicht auf die Aussöhnung mit Deutschland dagegen. Der Streit darum schlug aber Wellen und Pressemitteilungen und Gerüchte dazu sollen auch ein Grund gewesen sein, dass die Bibliothek im Mai 1940 bei der deutschen Besetzung von Löwen während des Westfeldzugs ein zweites Mal in Flammen aufging mit fast einer Million Büchern. Am 16. Mai 1940 wurde die neu aufgebaute Löwener Bibliothek von der Wehrmacht mit Artillerie beschossen und getroffen.
Die NS-Propaganda verbreitete, die Bibliothek sei von den Engländern in Brand gesetzt worden; NS-Propagandaminister Joseph Goebbels besichtigte die Ruine.